# 崔光鎮
崔 光鎮（崔 光鎭、チェ・グァンジン、朝鮮語: 최광진 ）は、朝鮮民主主義人民共和国の政治家。財政相、朝鮮氷上フィギュア協会委員長、国家体育指導委員会委員などを歴任。

## 経歴
出生地や生年月日は不明。2009年に財政副相に就任した。2012年2月に財政相・朝鮮氷上フィギュア協会委員長に就任し、同年4月に最高人民会議第12期代議員に選出された。11月に発足した国家体育指導委員会の委員に選ばれた。2013年4月に開催された最高人民会議で、核兵器の開発のために国防予算の割合を増やすと発表した。2015年2月に財政相を解任された。

## 参考サイト
북한정보포털
| 先代朴壽吉 | 財政相2012年 -2015年 | 次代奇光浩 |